# Bisdom Linares (Mexico)
Het bisdom Linares (Latijn: Dioecesis Linarina) is een rooms-katholiek bisdom met als zetel Linares, in Mexico. Het bisdom is suffragaan aan het aartsbisdom Monterrey. 

## Geschiedenis
Het bisdom werd opgericht op 30 april 1962, uit delen van het aartsbisdom Monterrey. Het aartsbisdom Monterrey heette van 1777 tot 1922 (aarts)bisdom Linares o Nueva León. 

## Parochies
Het bisdom had in 2021 een oppervlakte van 33.453 km2 en telde 303.024 inwoners waarvan 82,0% rooms-katholiek was.

## Bisschoppen
- Anselmo Zarza Bernal (24 mei 1962 - 13 januari 1966)
- Antonio Sahagún López (18 juli 1966 - 31 oktober 1973)
- Rafael Gallardo García (11 juli 1974 - 21 mei 1987)
- Ramón Calderón Batres (12 februari 1988 - 19 november 2014)
- Hilario González García (19 november 2014 - 21 november 2020)
- César Alfonso Ortega Díaz (27 november 2021 - heden)

Monterrey (aartsbisdom) · Ciudad Victoria · Linares · Matamoros · Nuevo Laredo · Piedras Negras · Saltillo · Tampico